# Bérejove
Bérejove (en ucraniano: Берегове) es una ciudad ucraniana perteneciente al óblast de Transcarpacia. Situada en el oeste del país, sirve como centro administrativo del raión de Béregove y centro del municipio (hromada) homónimo.

## Toponimia
El lugar también se conoce con un nombre similar en otros idiomas de importancia local (en rusino: Берегово; en ruso: Берегово; en húngaro: Beregszász). En otros idiomas el nombre es distinto ( en rumano: Bereg; en alemán: Bergsaß; en yidis: בערעגסאז‎, romanizado: Beregsaz; en polaco: Bereg Saski).

## Geografía
Bérejove se encuentra 51 km al sureste de Úzhgorod, en la frontera con Hungría.

### Clima
Bérejove tiene clima oceánico.
| Parámetros climáticos promedio de Bérejove | Parámetros climáticos promedio de Bérejove | Parámetros climáticos promedio de Bérejove | Parámetros climáticos promedio de Bérejove | Parámetros climáticos promedio de Bérejove | Parámetros climáticos promedio de Bérejove | Parámetros climáticos promedio de Bérejove | Parámetros climáticos promedio de Bérejove | Parámetros climáticos promedio de Bérejove | Parámetros climáticos promedio de Bérejove | Parámetros climáticos promedio de Bérejove | Parámetros climáticos promedio de Bérejove | Parámetros climáticos promedio de Bérejove | Parámetros climáticos promedio de Bérejove |
| Mes                                        | Ene.                                       | Feb.                                       | Mar.                                       | Abr.                                       | May.                                       | Jun.                                       | Jul.                                       | Ago.                                       | Sep.                                       | Oct.                                       | Nov.                                       | Dic.                                       | Anual                                      |
| ------------------------------------------ | ------------------------------------------ | ------------------------------------------ | ------------------------------------------ | ------------------------------------------ | ------------------------------------------ | ------------------------------------------ | ------------------------------------------ | ------------------------------------------ | ------------------------------------------ | ------------------------------------------ | ------------------------------------------ | ------------------------------------------ | ------------------------------------------ |
| Temp. media (°C)                           | -2.4                                       | -0.2                                       | 4.7                                        | 10.7                                       | 15.6                                       | 18.5                                       | 20.1                                       | 19.7                                       | 15.8                                       | 10.4                                       | 4.9                                        | 0.3                                        | 9.8                                        |
| Precipitación total (mm)                   | 45                                         | 38                                         | 39                                         | 46                                         | 69                                         | 86                                         | 74                                         | 68                                         | 48                                         | 44                                         | 51                                         | 58                                         | 666                                        |
| Fuente: Climate-Data.org                   |                                            |                                            |                                            |                                            |                                            |                                            |                                            |                                            |                                            |                                            |                                            |                                            |                                            |

## Historia
En el siglo XI se construyó un asentamiento llamado Villa Lamperti (1063), más tarde Lamperthaza o Luprechaza, en honor a Lampert, el tercer hijo del rey húngaro Bela I. Este fue construido en el área del asentamiento actual pero sin embargo, fue destruida por las invasiones mongolas en 1240/1241.
La ciudad fue refundada por colonos sajones, inicialmente con el nombre de Lampertsas con el sufijo -sas en honor a los colonos alemanes (sajones). En 1284 se mencionó por primera vez por escrito como Beregzaza y desde 1271 es la ciudad. capital del condado de Bereg. Desde 1283 la zona perteneció al principado de Galitzia durante varias décadas. Según algunos historiadores ucranianos, el escudo de armas de la ciudad con el león proviene de este período, pero es posible que fuera el escudo de Lampert. Ha sido una ciudad real libre desde 1342. En 1566 fue nuevamente devastada por los mongoles, en 1657 por los polacos y en 1686 por los kuruc. La región tiene una larga tradición vitivinícola.
En 1824, Bérejove recibió el derecho a celebrar ferias 12 veces al año. Con la abolición de la servidumbre, comenzó el desarrollo industrial de la ciudad. Aparecieron empresas, se abrieron bancos, cajas de ahorro e instituciones de crédito.

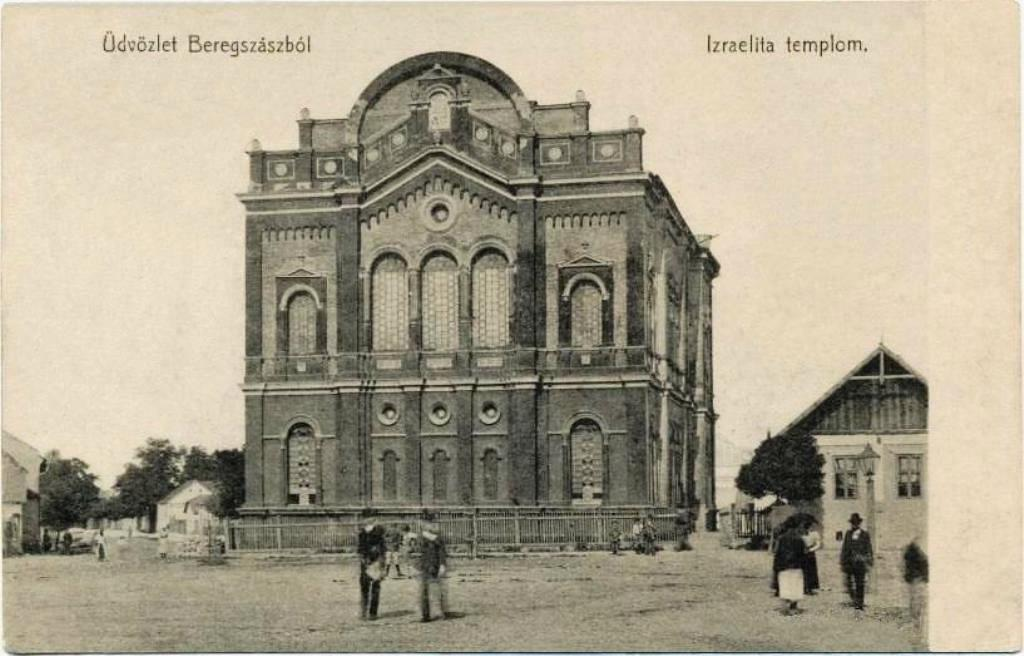
Antigua sinagoga de Beregszasz (1906)

La ciudad era parte de Hungría en Imperio austrohúngaro, siendo capital del condado de Bereg. En 1910, 12.432 de sus 12.933 habitantes eran húngaros (96.1%), 221 ucranianos rutenos y 140 alemanes.
Al finalizar la Primera Guerra Mundial, Beregszász fue tomada por las tropas comunistas húngaras de Béla Kun, derrotadas a principios de julio por Checoslovaquia. Los aliados reconocieron a Beregszász como parte de este último en septiembre de 1919, con el tratado de Trianón, con la condición de que Checoslovaquia concediera un estatus autónomo a la Ucrania subcarpática. Antes de la Segunda Guerra Mundial la ciudad tenía una población judía importante, estimada en 8.000 personas. 
Según el primer arbitraje de Viena de 1938, la ciudad, junto con la parte sur de la Rusetia subcarpática, fue ocupada por Hungría. Después de la ocupación alemana de Hungría en marzo de 1944, la población judía de Beregszász fue llevada por primera vez al gueto creado en la ciudad por el comando de Eichmann y sus ayudantes húngaros, desde donde la mayoría de ellos fueron deportados a Auschwitz y asesinados y, tras la guerra, solamente volvieron cuatro.
Béregovo pasó a formar parte de la RSS de Ucrania, dentro de la Unión Soviética, en 1945. La colectivización en la agricultura destruyó por completo la tradición vitivinícola local. Como parte del desarrollo de algunas zonas de la URSS, algunos ciudadanos locales fueron enviados a trabajar a la región de Dombás en 1948 y a Kazajistán en 1965. La ciudad ha estado bajo administración oblast desde el 15 de junio de 2001
Los residentes votaron el 31 de octubre de 2010 en un referéndum para cambiar el nombre de la ciudad a Beregszász, su nombre en lengua húngara. La participación electoral fue inferior al 52%, con 4.688 votos a favor del cambio de nombre, 4.358 en contra y 1.016 votos nulos.En septiembre de 2012 el idioma húngaro adquirió el estatus de lengua cooficial, pero tras la revolución ucraniana del 23 de febrero de 2014 el nuevo gobierno ucraniano derogó la ley, acción que fue condenada por el gobierno de Hungría. El 25 de febrero el consejo municipal de la ciudad fue asaltado por el movimiento nacionalista ucraniano Sector Derecho que irrumpió violentamente en medio de una sesión para tratar el tema lingüístico; el gobierno de Hungría condenó la acción de la agrupación de extrema derecha.

## Demografía
La evolución de la población de Bérejove entre 1910 y 2022 fue la siguiente:
| 12 933                                                        | 25 730 | 27 308 | 29 013 | 30 157 | 26 735 | 24 580 | 24 448 | 23 325 |
| (Fuente: Cities & Towns of Ukraine y UKRAINE: Größere Städte) |        |        |        |        |        |        |        |        |

Según el censo de 2001, el 48,15% de la población son húngaros, el 38,87% son ucranianos, el 6,38% son gitanos y el 5,44% son rusos. En cuanto al idioma, la lengua materna de la mayoría de los habitantes, el 55,9%, es el húngaro; del 37,3% es el ucraniano; y el ruso, del 6,4%.

## Economía
La zona industrial está ubicada cerca de la estación principal. Las empresas industriales que emplean a población local incluyen, por ejemplo, una fábrica de conservas, cerca de la estación también hay una fábrica para la producción de receptores de radio.

## Infraestructura

### Arquitectura, monumentos y lugares de interés
En el centro de la ciudad se encuentra el ayuntamiento o museo regional, creado sobre la base de la colección privada de Ferenc Horvát. Además, hay un museo del vino en una bodega privada. Entre los edificios más importantes se encuentran la iglesia de la Exaltación de la Santa Cruz del siglo XII, la iglesia greco-católica, terminada en 1825 o el palacio de justicia de principios del siglo XX. En la plaza Koshutov se encuentra la gran sinagoga y desde el centro se encuentra la llamada sinagoga pequeña. Bérejove también cuenta con el Palacio de Bethlen, construido en estilo barroco. Otros edificios importantes son el palacio Kubovič y el palacio Mejheš.

### Transporte
La estación está en la línea ferroviaria Bátiovo-Korolevo. Bérejove se encuentra en la ruta E81 que une Úzhgorod y Constanza. 

## Personas destacadas
- Géza Kalocsay (1913-2008): jugador y entrenador de fútbol de etnia húngara, que fue internacional con Hungría y Checoslovaquia.
- Olexandr Okipniuk (1998): esquiador acrobático ganador de una medalla de bronce en el Campeonato Mundial de Esquí Acrobático de 2023.

## Galería

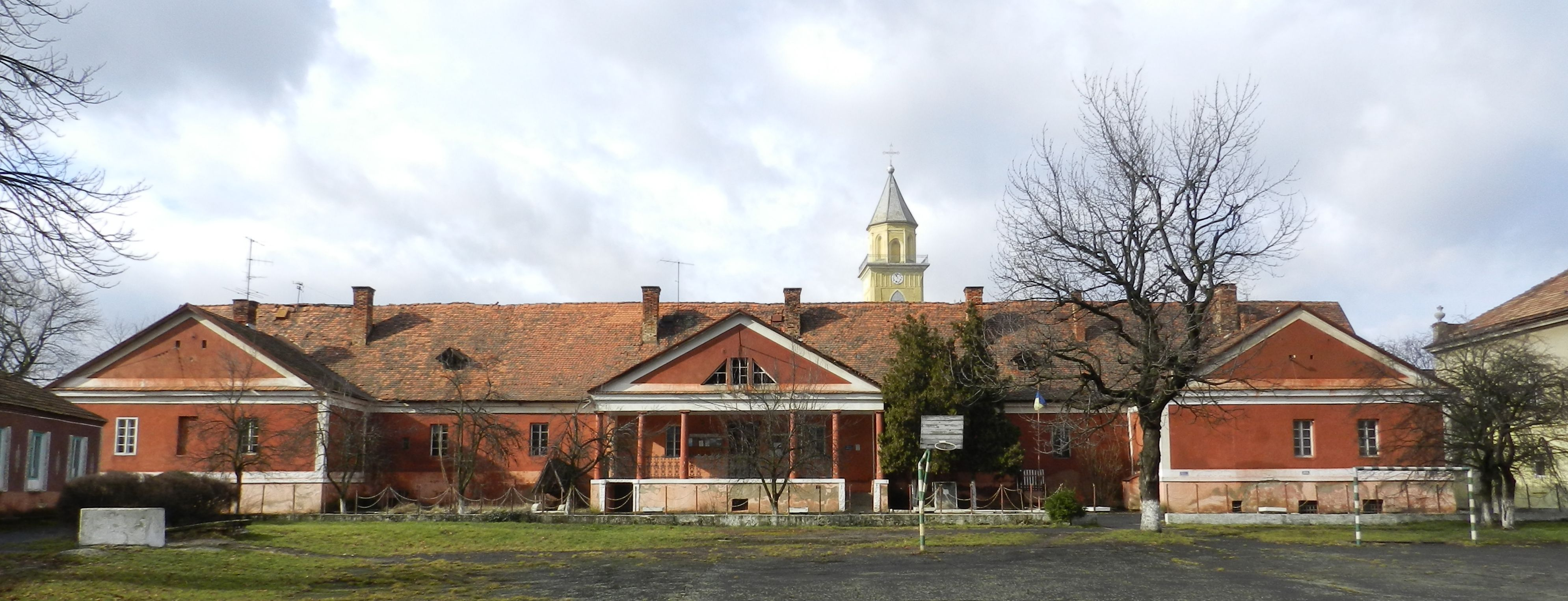
Palacio de Gabriel Bethlen
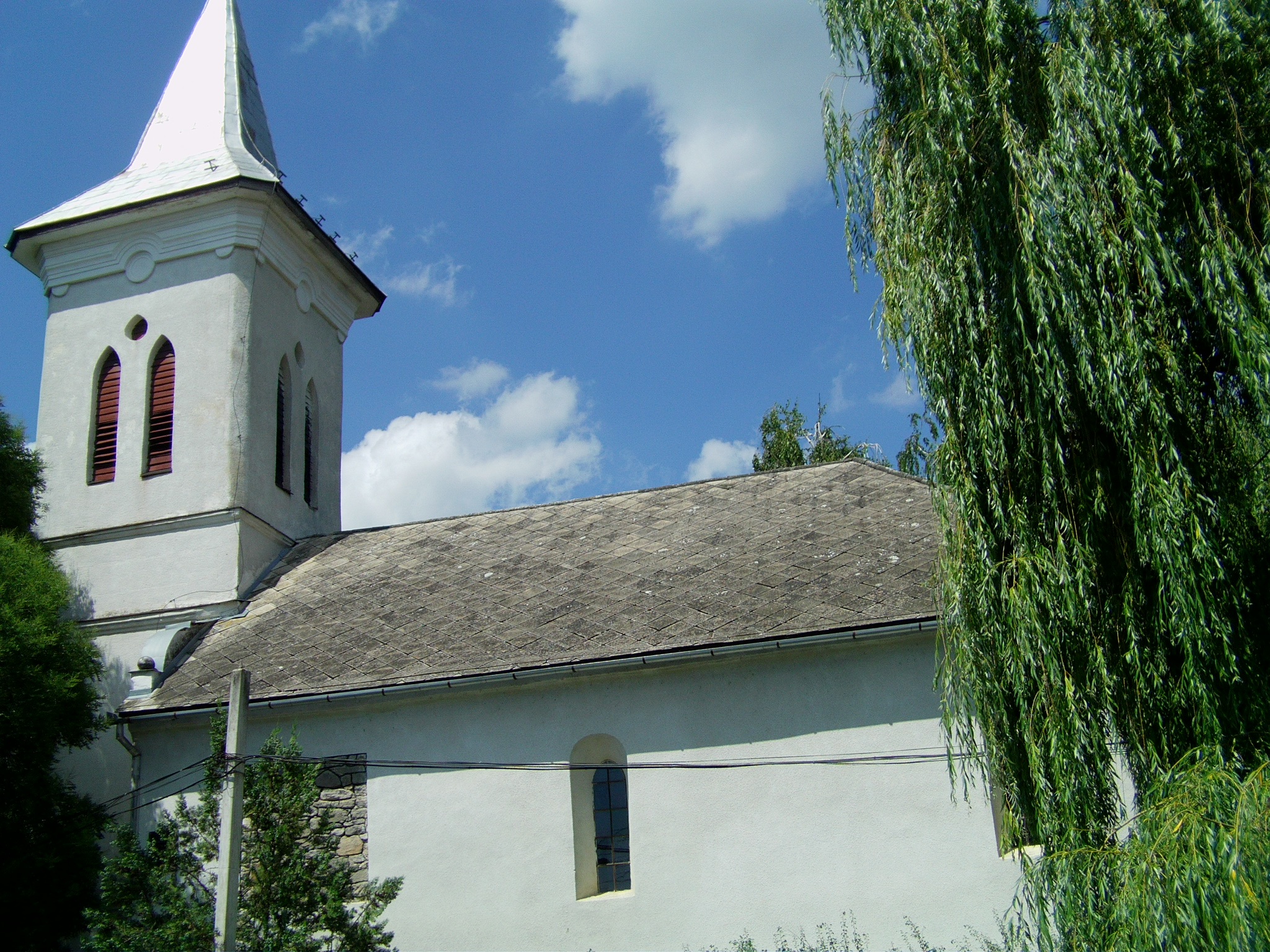
Iglesia católica de Bérejove
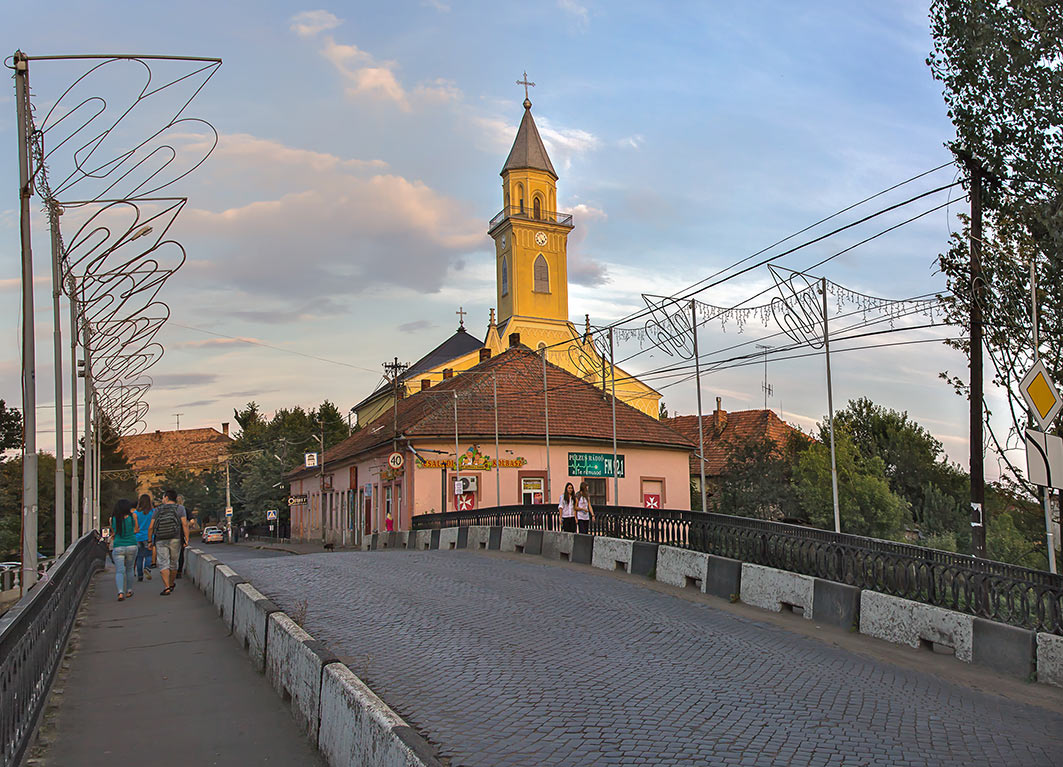
Iglesia de la Santa Cruz
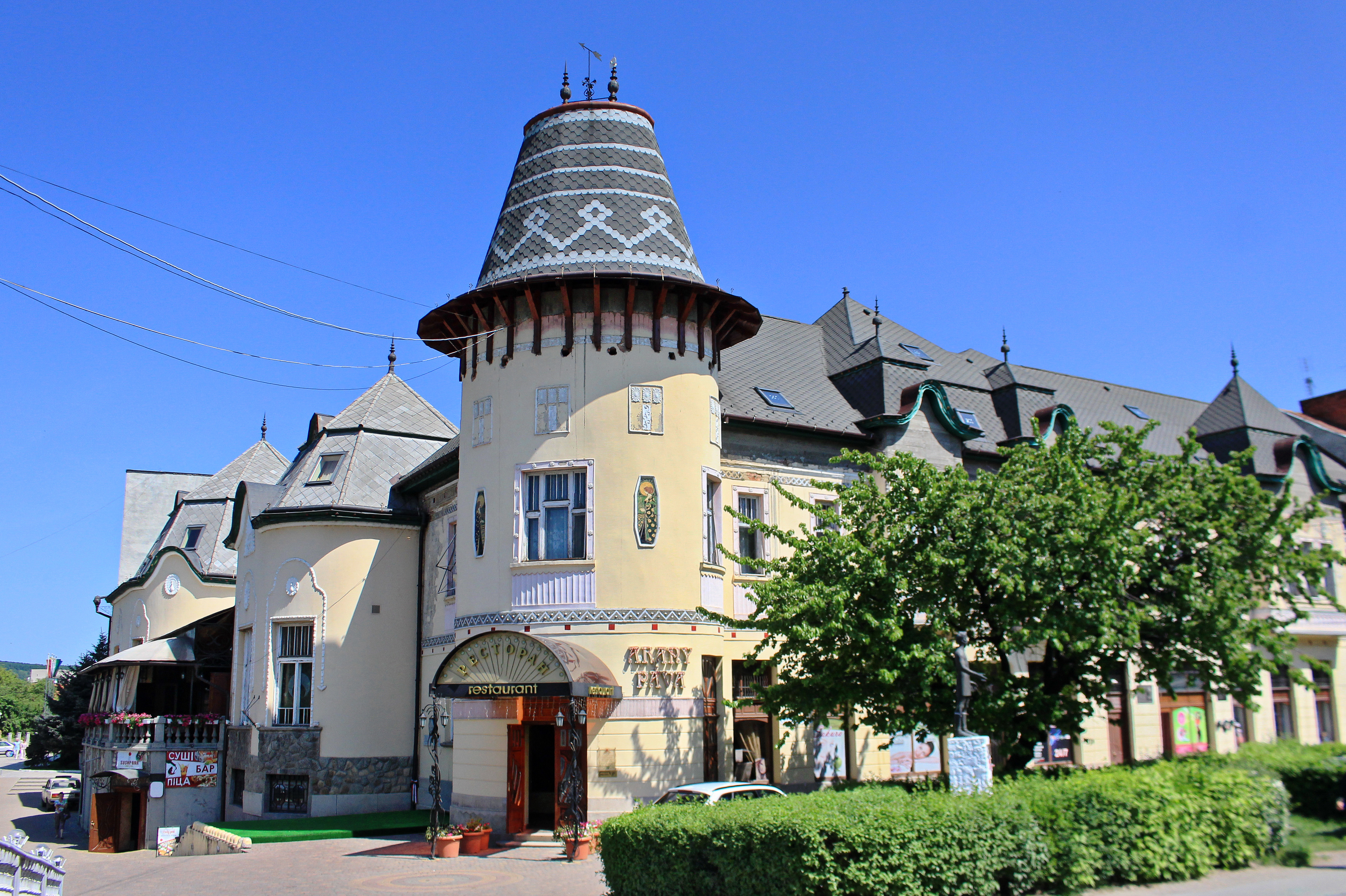
Casino local

## Ciudades hermanadas
- Gödöllő, Hungría.
- Maassluis, Países Bajos.
- Przeworsk, Polonia.
- Satu Mare, Rumania.